# Vysšaja Gruppa A 1970
L'edizione 1970 della Vysšaja Gruppa A fu la 33ª del massimo campionato sovietico di calcio; fu vinto dalla CSKA Mosca, giunto al suo sesto titolo.
Per la seconda volta (la prima avvenne nel 1964) fu necessario disputare uno spareggio per il titolo tra Dinamo Mosca e il CSKA Mosca, che terminarono il campionato in testa a pari merito a 45 punti: questa volta, però, furono necessario due ripetizioni in quanto il primo incontro finì 0-0.
Per quest'unica edizione fu utilizzata la denominazione di Vysšaja Gruppa A: dal 1971, infatti, la divisione fu rinominata Vysšaja Liga, nome che conservò fino alla dissoluzione dell'Unione Sovietica.

## Stagione

### Novità
Le squadre partecipanti scesero da 20 a 17: le quattro retrocesse della stagione precedente (Qaýrat, Lokomotiv Mosca, Kryl'ja Sovetov Kujbyšev e Uralmaš) furono solo parzialmente rimpiazzate dall'arrivo dell'unica neo promossa Spartak Ordžonikidze.

### Formula
Le diciassette squadre partecipanti si incontrarono in gare di andata e ritorno per un totale di 34 turni e 32 incontri per squadra; il sistema prevedeva due punti per la vittoria, uno per il pareggio e zero per la sconfitta.
Le ultime tre squadre classificate retrocessero in seconda divisione al termine della stagione.

## Squadre partecipanti
| Squadra              | Rosa     | Repubblica     | Città          | Stadio                          | Stagione precedente                                                 |
| -------------------- | -------- | -------------- | -------------- | ------------------------------- | ------------------------------------------------------------------- |
| Ararat               | dettagli | RSS Armena     | Erevan         | Stadio della Repubblica         | 15° in Pervaja Gruppa A                                             |
| Čornomorec'          | dettagli | RSS Ucraina    | Odessa         | Stadio Centrale ChMP            | 8° in Pervaja Gruppa A                                              |
| CSKA Mosca           | dettagli | RSFS Russa     | Mosca          | Stadio Centrale Lenin           | 6° in Pervaja Gruppa A                                              |
| Dinamo Kiev          | dettagli | RSS Ucraina    | Kiev           | Stadio Centrale                 | 2° in Pervaja Gruppa A                                              |
| Dinamo Minsk         | dettagli | RSS Bielorussa | Minsk          | Stadio Dinamo di Minsk          | 13° in Pervaja Gruppa A                                             |
| Dinamo Mosca         | dettagli | RSFS Russa     | Mosca          | Stadio Dinamo (Mosca)           | 4° in Pervaja Gruppa A                                              |
| Dinamo Tbilisi       | dettagli | RSS Georgiana  | Tbilisi        | Stadio Lokomotiv di Tbilisi     | 3° in Pervaja Gruppa A                                              |
| Neftçi Baku          | dettagli | RSS Azera      | Baku           | Stadio Lenin di Baku            | 7° in Pervaja Gruppa A                                              |
| Paxtakor             | dettagli | RSS Uzbeka     | Tashkent       | Stadio Centrale di Pakhtakor    | 16° in Pervaja Gruppa A                                             |
| Šachtar              | dettagli | RSS Ucraina    | Donec'k        | Stadio Šachtar                  | 10° in Pervaja Gruppa A                                             |
| SKA Rostov           | dettagli | RSFS Russa     | Rostov sul Don | Stadio Rostselmash              | 12° in Pervaja Gruppa A                                             |
| Spartak Mosca        | dettagli | RSFS Russa     | Mosca          | Stadio Centrale Lenin           | Campione dell'Unione Sovietica                                      |
| Spartak Ordžonikidze | dettagli | RSFS Russa     | Ordžonikidze   | Respublikanskij stadion Spartak | 1° nel Girone 1 di Vtoraja Gruppa A, 1° nel Girone finale, promosso |
| T'orp'edo Kutaisi    | dettagli | RSS Georgiana  | Kutaisi        | Stadio Centrale                 | 14° in Pervaja Gruppa A                                             |
| Torpedo Mosca        | dettagli | RSFS Russa     | Mosca          | Stadio Centrale Lenin           | 5° in Pervaja Gruppa A                                              |
| Zenit Leningrado     | dettagli | RSFS Russa     | Leningrado     | Stadio Lenin                    | 9° in Pervaja Gruppa A                                              |
| Zorja                | dettagli | RSS Ucraina    | Vorošilovgrad  | Stadio Avangard                 | 11° in Pervaja Gruppa A                                             |

## Classifica finale
|                             | Pos. | Squadra              | Pt | G  | V  | N  | P  | GF | GS | DR  |
| --------------------------- | ---- | -------------------- | -- | -- | -- | -- | -- | -- | -- | --- |
| Unione Sovietica (bandiera) | 1.   | CSKA Mosca           | 45 | 32 | 20 | 5  | 7  | 46 | 17 | +29 |
|                             | 2.   | Dinamo Mosca         | 45 | 32 | 19 | 7  | 6  | 50 | 22 | +28 |
|                             | 3.   | Spartak Mosca        | 38 | 32 | 12 | 14 | 6  | 43 | 25 | +18 |
|                             | 4.   | Dinamo Tbilisi       | 36 | 32 | 14 | 8  | 10 | 43 | 30 | +13 |
|                             | 5.   | Zorja                | 34 | 32 | 10 | 14 | 8  | 27 | 25 | +2  |
|                             | 6.   | Torpedo Mosca        | 34 | 32 | 12 | 10 | 10 | 36 | 38 | -2  |
|                             | 7.   | Dinamo Kiev          | 33 | 32 | 14 | 5  | 13 | 36 | 32 | +4  |
|                             | 8.   | SKA Rostov           | 33 | 32 | 9  | 15 | 8  | 28 | 29 | -1  |
|                             | 9.   | Dinamo Minsk         | 32 | 32 | 11 | 10 | 11 | 33 | 29 | +4  |
|                             | 10.  | Šachtar              | 30 | 32 | 11 | 8  | 13 | 35 | 50 | -15 |
|                             | 11.  | Neftçi Baku          | 29 | 32 | 9  | 11 | 12 | 27 | 28 | -1  |
|                             | 12.  | Ararat               | 29 | 32 | 10 | 9  | 13 | 31 | 34 | -3  |
|                             | 13.  | Paxtakor             | 28 | 32 | 8  | 12 | 12 | 28 | 46 | -18 |
|                             | 14.  | Zenit Leningrado     | 27 | 32 | 10 | 7  | 15 | 30 | 40 | -10 |
|                             | 15.  | Čornomorec'          | 26 | 32 | 8  | 10 | 14 | 25 | 38 | -13 |
|                             | 16.  | T'orp'edo Kutaisi    | 23 | 32 | 6  | 11 | 15 | 24 | 42 | -18 |
|                             | 17.  | Spartak Ordžonikidze | 22 | 32 | 7  | 8  | 17 | 31 | 48 | -17 |

### Spareggio per il titolo

#### Primo incontro
| Tashkent 5 dicembre 1970, ore ?:? Spareggio | CSKA Mosca | 0 – 0 referto | Dinamo Mosca | Stadio Centrale di Pakhtakor (60.000 spett.) |

#### Secondo incontro
| Tashkent 6 dicembre 1970, ore ?:? Spareggio                                                                                            | CSKA Mosca | 4 – 3 referto                                   | Dinamo Mosca | Stadio Centrale di Pakhtakor (40.000 spett.) |
| \| \| \| \| \| Dudarenko 11’ Fedotov 71’, 84’ Polikarpov 75’ (rig.) \| Marcatori \| 22’ Zhukov 24’ Yevryuzhikhin 28’ Valeriy Maslov \| |            |                                                 |              |                                              |
| |            |                                                 |              |                                              |
| Dudarenko 11’ Fedotov 71’, 84’ Polikarpov 75’ (rig.)                                                                                   | Marcatori  | 22’ Zhukov 24’ Yevryuzhikhin 28’ Valeriy Maslov |              |                                              |

### Verdetti
- CSKA Mosca Campione dell'Unione Sovietica 1970.
- Chornomorets Odessa, Torpedo Kutaisi e Spartak Ordzhonikidze retrocesse in Pervaja Liga 1971.

## Risultati

### Tabellone
| CSKA Mosca           |     | 1-0 | 2-1 | 1-0 | 4-0 | 3-1 | 1-0 | 5-1 | 3-1 | 2-0 | 2-0 | 1-2 | 2-1 | 0-0 | 1-0 | 0-0 | 1-1 |
| Dinamo Mosca         | 1-0 |     | 0-0 | 3-1 | 3-0 | 2-1 | 1-0 | 3-1 | 1-2 | 1-2 | 2-1 | 3-1 | 1-1 | 2-0 | 1-0 | 5-1 | 3-0 |
| Spartak Mosca        | 2-1 | 4-1 |     | 2-1 | 2-1 | 2-0 | 0-0 | 1-3 | 1-1 | 5-0 | 0-0 | 1-1 | 1-1 | 3-0 | 0-0 | 2-0 | 5-1 |
| Dinamo Tbilisi       | 1-0 | 0-0 | 2-0 |     | 0-0 | 3-0 | 2-1 | 2-0 | 2-1 | 4-1 | 1-0 | 2-1 | 4-0 | 1-0 | 2-0 | 2-0 | 5-2 |
| Zorja                | 0-1 | 1-0 | 0-2 | 0-0 |     | 4-1 | 1-2 | 2-2 | 1-1 | 5-1 | 1-0 | 1-0 | 1-0 | 0-0 | 0-0 | 0-0 | 1-0 |
| Torpedo Mosca        | 1-0 | 1-0 | 2-1 | 2-1 | 0-2 |     | 1-0 | 0-0 | 0-1 | 3-1 | 0-0 | 0-0 | 2-0 | 2-1 | 2-0 | 0-0 | 1-2 |
| Dinamo Kiev          | 1-0 | 0-2 | 0-1 | 2-0 | 0-0 | 2-3 |     | 0-1 | 1-0 | 3-0 | 3-1 | 1-1 | 0-0 | 1-0 | 2-1 | 1-2 | 1-0 |
| SKA Rostov           | 0-0 | 0-0 | 1-0 | 2-1 | 0-0 | 3-3 | 0-1 |     | 2-1 | 0-1 | 0-0 | 2-2 | 1-1 | 3-0 | 1-0 | 0-0 | 0-0 |
| Dinamo Minsk         | 0-0 | 1-1 | 0-0 | 1-1 | 1-0 | 0-0 | 1-3 | 0-0 |     | 0-1 | 2-0 | 3-1 | 2-0 | 5-1 | 2-0 | 1-0 | 1-0 |
| Šachtar              | 1-0 | 0-2 | 0-0 | 1-1 | 0-0 | 4-2 | 0-1 | 1-0 | 1-1 |     | 1-1 | 1-0 | 3-0 | 1-0 | 3-1 | 3-1 | 1-4 |
| Neftçi Baku          | 1-2 | 0-2 | 0-0 | 1-0 | 1-1 | 1-1 | 2-0 | 0-0 | 1-0 | 2-1 |     | 3-0 | 1-1 | 4-0 | 1-0 | 4-1 | 1-0 |
| Ararat               | 1-2 | 0-1 | 1-1 | 3-0 | 0-1 | 0-0 | 2-0 | 1-0 | 1-0 | 1-1 | 3-0 |     | 1-0 | 1-0 | 1-1 | 2-1 | 2-0 |
| Paxtakor             | 0-5 | 0-4 | 2-2 | 2-1 | 1-1 | 3-2 | 1-1 | 2-1 | 1-2 | 1-1 | 1-0 | 2-1 |     | 0-2 | 0-0 | 0-0 | 1-0 |
| Zenit Leningrado     | 0-2 | 1-1 | 1-2 | 1-1 | 2-0 | 0-1 | 1-3 | 0-0 | 2-0 | 3-2 | 1-0 | 2-0 | 2-0 |     | 4-1 | 2-0 | 2-1 |
| Čornomorec'          | 0-2 | 1-2 | 1-0 | 0-0 | 0-0 | 0-0 | 3-2 | 1-2 | 2-2 | 1-1 | 1-0 | 2-1 | 1-1 | 1-0 |     | 1-0 | 3-1 |
| Torpedo Kutaisi      | 0-1 | 0-0 | 1-1 | 2-1 | 1-3 | 2-2 | 1-2 | 0-1 | 1-0 | 4-1 | 0-0 | 0-0 | 1-4 | 0-0 | 0-2 |     | 3-0 |
| Spartak Ordžonikidze | 0-1 | 1-2 | 1-1 | 1-1 | 0-0 | 0-2 | 3-2 | 1-1 | 1-0 | 1-0 | 1-1 | 2-0 | 0-1 | 2-2 | 4-1 | 1-2 |     |
| -------------------- | --- | --- | --- | --- | --- | --- | --- | --- | --- | --- | --- | --- | --- | --- | --- | --- | --- |

## Statistiche

### Classifica cannonieri
| Gol |  |  | Giocatore           | Squadra          |
| --- |  |  | ------------------- | ---------------- |
| 17  |  |  | Givi Nodia          | Dinamo Tbilisi   |
| 15  |  |  | Vladimir Kozlov     | Dinamo Mosca     |
| 15  |  |  | Boris Kopejkin      | CSKA Mosca       |
| 14  |  |  | Vladimir Fedotov    | CSKA Mosca       |
| 12  |  |  | Galimzjan Chusainov | Spartak Mosca    |
| 10  |  |  | Valerij Porkujan    | Čornomorec'      |
| 10  |  |  | Gennadij Unanov     | Zenit Leningrado |
| 9   |  |  | Jurij Avruckij      | Dinamo Mosca     |
| 9   |  |  | Edvard Kozynkevyč   | Šachtar          |
| 9   |  |  | Anatolij Vasil'ev   | Dinamo Minsk     |